# 我不選擇參選
我不選擇參選是美國總統卡爾文·柯立芝在1927年8月2日向媒體表達自己不參加1928年美國總統選舉的聲明。一些人認為該聲明含義模糊，並爭辯柯立芝發出的真正意圖到底是什麼。

## 聲明
共和黨人卡爾文·柯立芝在1923年接替任內病逝的華倫·蓋瑪利爾·哈丁出任美國總統，隨後在1924年美國總統選舉贏得一個完整的總統任期 。
1927年，柯立芝在位於南達科他州黑山的「夏季白宮」（Summer White House）中向秘書埃弗瑞特·桑德斯遞出一張紙條，上書：「我不選擇在1928年參選總統」（見圖）。桑德斯在確認了柯立芝的聲明後，原擬於1927年8月2日上午9時舉行記者招待會並作出公布，但考慮到該聲明可能對股市產生衝擊而把它順延至中午。當日上午11時30分，柯立芝準備了大量寫上有關聲明的紙條，並在記者招待會把它們分發給每一名出席的記者。柯立芝隨後宣佈：「今天不會有更多來自本人的消息」（There will be nothing more from this office today）。

## 反應
在場記者大部份對柯立芝的聲明感到震驚，而隨後獲悉此事的美國公眾反應亦相近，因為當中不少人認為柯立芝可以憑藉任內蓬勃發展的經濟、以及政府錄得的逾3億美元盈餘，再度贏取4年總統任期。
然而，柯立芝最早在1924年美國總統選舉後已表明他不會再競選連任。例如當他的幼子小卡爾文（Calvin Jr.）去世時，柯立芝就向父親表達過這個意願。小西奧多·羅斯福也宣稱自己「清楚記得」（clearly remembered）柯立芝在1924年選舉後曾向他和法蘭克·斯特恩斯表明下次不再競選。此外曾於美國特勤局任職特務30年的埃德蒙·斯塔林（Edmund Starling）也指柯立芝「很久以前」（long ago）就說明不會再參選。
另一方面，仍有一些與柯立芝親近的人士對這聲明感到詫異，包括他的秘書桑德斯。柯立芝的妻子格雷絲也是在參議員亞瑟·卡珀來訪才知道丈夫宣佈不再參選。她評論道：「這是他的一貫作風，不是嗎？他從來沒有對我表現出一絲想法。我完全不知道。」

## 聲明的動機
柯立芝這份聲明惹來各方對其用詞及動機作出爭辯。有些人認為柯立芝確實不打算再出任總統；另一些人則認為柯立芝只是不打算主動參選，但會接受共和黨選派他角逐連任。

### 希望被選派
部份與柯立芝有接觸的人士相信他期望被共和黨選派出戰1928年大選，例如副總統查爾斯·蓋茨·道威斯相信柯立芝「強烈」（ardently）希望獲得提名。柯立芝本人則在自傳中聲稱自己「堅決不讓這種可能性發生」。柯立芝在出任總統期間一直對此事沉默。時任商務部長赫伯特·胡佛因有意在1928年競選總統，曾詢問柯立芝他不參選連任的決定是否「絕對確實」（absolutely conclusive），但柯立芝未有直接回答。柯立芝的其中一位好友、參議員威廉·M·巴特勒也評論道：「我不知道他（柯立芝）想要甚麼」。

### 渇望私人生活

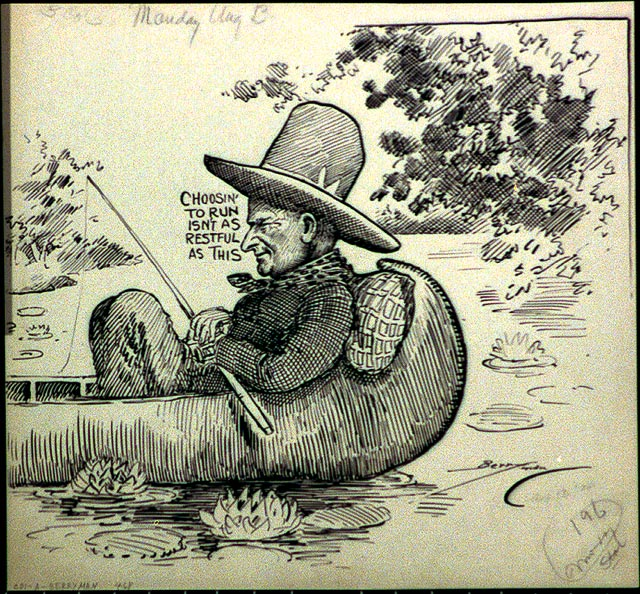
一幅在柯立芝發出不參選聲明後繪畫的政治漫畫

另一些人則相信柯立芝的聲明代表他渇望回歸低調。其幼子小卡爾文在1924年去世給他相當程度的打擊，甚至有論者認為他因此患上抑鬱症。柯立芝後來在自傳中寫道：「當（小卡爾文）去世，總統一職帶來的權力感和優越感都隨他而去」。柯立芝又指出，假如他再當一任總統，他入主白宮的時間會長達十年，而他認為這是超過任何一個人應該待在那裏的時間。
此外，柯立芝採取了一些措施讓自己不被選派。他曾說：「我沒有同意如一些早報所報導、要求我在1928年競選總統的申請。我看不出這會帶來甚麼好結果。我希望這些行動停止。」在1927年12月（即「我不選擇參選」聲明發出後的四個月），柯立芝重申：「我的聲明仍然有效。無人應該相信我更改了這份聲明。人們會尊重我的決定。」當他知道有些馬薩諸塞州的共和黨員打算在該州的總統初選推舉他，他通知該州的共和黨主席：「這種行動令我蒙羞…… 我要求此事不被推行」。
儘管柯立芝在聲明中的用詞引起廣泛討論，有人指出他的用語是佛蒙特州洋基人（Vermont Yankee）的標準用語。一位名為查爾斯·湯普森（Charles Thompson）的出版商指出「洋基語言的特色是輕描淡寫（understatement）而非語出驚人（overstatement）」。

### 尊重「兩任傳統」
柯立芝最初就任總統時是為了完成哈定總統餘下不到一半的任期。雖然柯立芝本人相信一位完成別人任期的總統（不論他頂替的時長如何）再參加總統選舉兩次不算違反喬治·華盛頓定下的「兩任傳統」（two-term tradition），仍然有人認為他不參選是出於對該傳統的尊重。實際上，共和黨內當時有一派人士認為，柯立芝參加1928年總統選舉會影響黨的勝算。他們當中有人明言柯立芝不應參選，但多數研究柯立芝的學者均認為他不參選的決定與這些人的呼籲無關。那些希望柯立芝參選的人則認為他的「我不選擇參選」聲明是一個避免黨內人士選派他、從而打破傳統的巧妙辦法。

### 柯立芝的自述
柯立芝在自傳中指自己這句話與喬治·華盛頓的告別演說是「事實上一模一樣的東西」（practically the same thing），又認為作出薛曼式聲明不符合一個總統應有的素質。

## 大眾文化

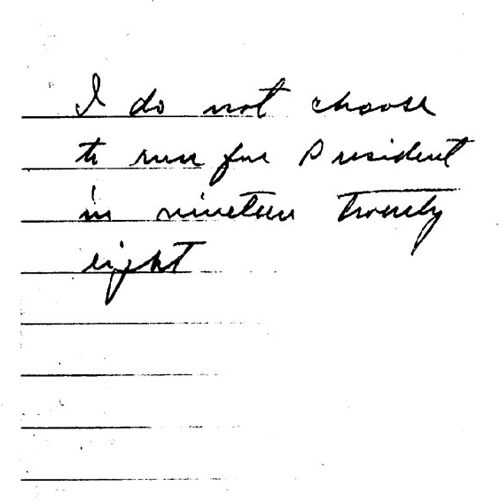
卡爾文·柯立芝的親筆聲明：「我不選擇在1928年參選總統」（I do not choose to run for President in nineteen twenty-eight）

柯立芝這句聲明甫推出就被大眾文化引用。由斑鳩琴師哈利·雷瑟帶領的樂團在1928年3月為不倫瑞克唱片灌錄了一首以本聲明為題的歌曲。該曲富幽默感的歌詞宣稱由「肯尼與丹尼斯」（Kenny & Dennis）填寫，其前半部講述一枚懷錶的指針拒絕正常運行、且向購買懷錶的人說道「I do not choose to run」。
處境喜劇《迪克·范·戴克秀》在1966年播出的其中一集亦以本聲明為題。在故事中，主角羅布·皮特里（Rob Petrie）最終決定不參選市議會議員。
在《宋飛正傳》第96集《賽跑》中，主角傑瑞·宋飛宣稱因其在中學的賽跑比賽中不慎偷步卻沒被發現，後來每當有人邀請他賽跑時，他都以「I choose not to run」予以回絕。

### 腳註
1. 1 2 3 4 5  . 紐約時報. 1933-01-06  [2024-07-31]. （原始内容存档于2024-07-26） （英语）.
2. 1 2  Greenberg 2007，第137頁
3. ↑  Greenberg 2007，第145頁
4. 1 2  Gilbert 2003，第227頁
5. 1 2 3  Gilbert 2003，第228頁
6. 1 2 3 4  Gilbert 2003，第229頁
7. ↑  Coolidge 1929，第244頁
8. ↑  . The Atlantic. 2003-12  [2024-08-01] （英语）.
9. ↑  Coolidge 1929，第190頁
10. 1 2  Greenberg 2007，第138頁
11. ↑  Coolidge 1929，第243頁
12. ↑  Pereyra, Dennis. . The Red Hot Jazz Archive.   [2024-08-01]. （原始内容存档于2019-06-10） （英语）.
13. ↑  Meyer, D.C. . Froggy's Novelty Song Lyric Collection.   [2024-08-01]. （原始内容存档于2009-08-31） （英语）.
14. ↑  . IMDb.   [2024-08-01]. （原始内容存档于2017-02-09） （英语）.
15. ↑  . TVGuide.com.   [2024-08-01] （英语）.